# 7º Reggimento carabinieri "Trentino-Alto Adige"
Il 7º Reggimento Carabinieri "Trentino-Alto Adige" (battaglione fino al 2001) è un'unità mobile dell'Arma dei Carabinieri con sede a Laives (Bolzano), inquadrata nella 2ª Brigata mobile carabinieri grande unità di cui fanno parte il 1º Reggimento Carabinieri paracadutisti "Tuscania", il Gruppo di intervento speciale ed il 13º Reggimento Carabinieri "Friuli-Venezia Giulia".

## Attività
Come reparto della 2ª Brigata mobile è preposto allo svolgimento delle missioni estere, anche ad alto profilo operativo, compiti antiterrorismo, costituendo team di elevata specializzazione e dotati di equipaggiamento particolare per prevenire ed affrontare rapidamente e con incisività tale minaccia,attività di polizia militare e mantenimento della pace e dell'ordine pubblico (ad esempio MSU) nei teatri operativi dagli scenari più vari (Albania, Bosnia, Kossovo, Macedonia, Eritrea, Etiopia, Iraq, Afghanistan, Libano, Somalia, Gibuti, ecc.).
L'impiego all'estero prevede anche l'utilizzo di Close Protection Teams adibite alla scorta degli Ambasciatori e Consoli Generali nelle sedi diplomatiche ad alto rischio attentati come ad esempio Bengasi, Algeri, Addis Abeba, Bogotà, Sana'a, Kinshasa, Gerusalemme, Riyadh, Islamabad, Kyiv, Ouagadougu, Niamey ecc..

## Storia
Nel 1923 viene istituito il VII Battaglione con sede a Roma. Nel 1940 combatté in Albania e nel 1941 a Cefalonia, e fu sciolto nel settembre 1943. Finita la guerra furono creati 12 battaglioni mobili carabinieri senza numero distintivo.

### Il battaglione
Nel 1963 viene istituito il 7º Battaglione mobile, e inviato di stanza a Laives a supporto del 4º Corpo d'Armata Alpino, e posto alle dirette dipendenze della 11ª Brigata Meccanizzata carabinieri.

#### Strage di Cima Vallona
La Strage di Cima Vallona è stato un attentato terroristico perpetrato il 25 giugno 1967 da separatisti sudtirolesi del Befreiungsausschuss Südtirol contro una pattuglia di militari italiani che indagavano su un precedente attentato.
In questo attentato morì, tra l'altro, il capitano Francesco Gentile, ufficiale dei carabinieri paracadutisti distaccato a Laives (gli altri erano il sottotenente Mario Di Lecce ed i Sergenti Olivo Dordi e Marcello Fagnani, paracadutisti incursori del Col Moschin dell'Esercito). Tutti i caduti sono perennemente ricordati all'interno del Reggimento grazie a un cippo commemorativo posto all'ingresso della cappella del Reggimento.

#### Compagnia speciale antiterrorismo
La Compagnia speciale antiterrorismo fu istituita nel secondo dopoguerra nell'ambito del 7º (allora) Battaglione Carabinieri di stanza a Laives per contrastare l'azione degli oltranzisti autonomisti altoatesini di madrelingua tedesca che negli anni sessanta-settanta agivano lungo il confine italo-austriaco colpendo, con attentati terroristici, obiettivi sensibili sia civili (tralicci dell'alta tensione, centrali idroelettriche, ponti e convogli ferroviari ecc.) sia militari (stazioni dei Carabinieri, caserme dell'Esercito o della Guardia di Finanza).
Oggi questa compagnia non esiste più.
Intanto il battaglione nel 1976 riceve la bandiera di guerra e il 1º febbraio 1978 assume la denominazione di 7º Battaglione Carabinieri “Trentino-Alto Adige”.

### Il reggimento
Il battaglione nel 2001 viene trasformato in reggimento e dal 15 settembre di quell'anno posto alle dipendenze della 2ª Brigata mobile, per l'impiego anche in missioni all'estero.
Il 7º Reggimento ha partecipato a numerosi impieghi fuori area tra i quali il Contingente "ItalFor Kabul" in Afghanistan e all'Antica Babilonia di Nassiriya in Iraq, con l'invio di una/due compagnie di 70/140 militari alternate con il 13º Reggimento "FVG". Ha avuto ed ha tuttora il compito di istruire i reparti di Polizia di alcuni paesi tra cui l'Iraq e l'Afghanistan.
Nell'attentato terroristico di Nassirya del 12 novembre 2003 persero la vita 17 persone tra cui una del 7º reggimento: il carabiniere scelto Horacio Majorana, 29 anni di Catania, effettivo in patria alla 1ª Compagnia del 7º.

#### Missioni NTM
I Carabinieri del 7º Reggimento, unitamente ad altri paesi della NATO, sono stati e sono tuttora impegnati a svolgere la NATO Training Mission in Iraq, Afghanistan, Somalia, Palestina e Gibuti con lo scopo di supportare nell'addestramento e nel settore logistico, la formazione della costituzione di polizia locale.

## Controversie

### L'uranio impoverito
Dopo l'intervento in Kosovo, fra i militari del 7º Reggimento carabinieri "Trentino-Alto Adige" si è verificato un caso sospetto di linfoma di Hodgkin, addebitabile secondo alcuni medici all'esposizione all'uranio impoverito: la diagnosi è stata formulata per il carabiniere scelto Ciro Nastri, ma è stata contestata dall'ospedale militare che lo ha preso in cura, secondo il quale si tratterebbe di gastroenterite.

## Reclutamento e formazione
Il personale del Reggimento emerge da un impegnativo percorso di formazione professionale. Dopo una prima selezione, gli aspiranti idonei frequentano un corso della durata di circa cinque mesi e mezzo, suddivisi in due fasi con test intermedi e finali, con lo studio teorico e pratico di numerose materie, tra cui tecniche di tiro con varie armi e in varie situazioni: NBCR, C.Q.B., C.Q.C., F.I.B.U.A., BRICK e R.A.I.; inoltre, discipline indispensabili alla formazione sono: topografia, orienteering, BLS, CLS, Scorte VIP (due settimane di corso a cura del GIS), Scorte C.ti di G.U., interdizione e controinterdizione, pattuglie, Addestramento Individuale al Combattimento, nuoto operativo, tecniche di O.P., irruzioni, difesa personale (BJJ) e combattimento corpo a corpo, guida fuoristrada, impiego operativo di corde (roccia ed edifici a cura del Centro Addestramento Alpino dei Carabinieri a Selva di Val Gardena), sci alpino, sci d'alpinismo e pattuglia alpina.
I candidati che riescono a completare il corso con profitto positivo assumono la qualifica di "Operatore del 7° RGT CC" e vengono inquadrati nelle tre Compagnie Operative. Inoltre, durante la permanenza al Reparto, essi potranno ancora prendere altre specializzazioni (in base alle richieste del RGT), quali ad esempio "Tiratore Scelto, Artificiere, Rocciatore, Sciatore" ecc.; oppure partecipare a corsi formativi quali Istruttore MP, Istruttore / Aiuto Istruttore di O.P., ecc.

## Uniforme
Le uniformi indossate dagli operatori dei Reggimenti della 2ª Brigata Mobile sono principalmente due. Una è la cosiddetta "Rip-Stop", uniforme blu notte da combattimento, che si differenzia dalla tuta da ordine pubblico (anch'essa in dotazione per i servizi di O.P.), prerogativa dei Battaglioni e Reggimenti Mobili della 1ª Brigata Mobile. L'altra è la policroma vegetata, una mimetica adottata dall'Esercito Italiano. Una nota particolare da segnalare è il basco in uso ai due Reggimenti, come per il 13º Reggimento Gorizia, alla fine del corso di accesso al reparto, gli operatori del 7º Reggimento vengono insigniti del basco nero con fiamma brunita, esclusiva della 2ª Brigata Mobile (eccetto il 1º Reggimento Tuscania e il GIS, che vestono il basco amaranto da paracadutista), che viene indossato su tutte le uniformi in uso ai Militari facenti parte del compartimento della 2ª Brigata Mobile. Questo basco, a differenza della 1ª Brigata Mobile e del compartimento territoriale Arma che indossa il basco blu turchino, viene indossato anche nelle uniformi ordinarie (invernale / estiva), peculiarità designata alla sola 2ª Brigata Mobile e agli Squadroni Eliportati Cacciatori.

## Armamento individuale
L'operatore è di base equipaggiato con pistola Beretta 92 FS e fucile ARX 160. Poi, in base alle esigenze alcuni Operatori, specializzati come Tiratori Scelti, vengono equipaggiati con carabine Fucile di precisione in assegnazione personale (Accuracy International AWP, Arx 200, Mauser 86SR, Mauser 66SP). Altre armi utilizzate dagli operatori del Settimo sono: Beretta PMX, Beretta PM12, lanciagranate M203. È previsto anche l'utilizzo di armi di squadra, come l'MG 42/59, la Browning M2, la FN Minimi, il Panzerfaust 3. Per quanto riguarda i fucili ad anima liscia è invece in uso il Benelli M3 super 90.

## Mezzi
Tra i mezzi in dotazione, ci riportano i più comuni: IVECO VM Telonato, IVECO VM Protetto, IVECO TurboDaily per l'O.P., Land Rover 90 passo lungo, Land Rover Discovery 4, moto Enduro, VCC. Il Reggimento, così come il 13°, in passato ha avuto in dotazione carri M47, M113, obice semovente M109 e blindo Fiat 6616.